# Mário Ihring
Mário Ihring (ur. 13 czerwca 1998 w Handlovej) – słowacki koszykarz, występujący na pozycjach rozgrywającego lub rzucającego obrońcy, od 2024 zawodnik Tauron GTK Gliwice.
14 marca 2018 został zawodnikiem Anwilu Włocławek. 8 czerwca 2024 zawarł umowę z GTK Gliwice.

## Osiągnięcia
Stan na 8 czerwca 2024, na podstawie, o ile nie zaznaczono inaczej.

### Drużynowe
- Mistrz:
  - Polski (2018)[4]
  - Słowacji (2021)
- Zdobywca Pucharu Słowacji (2021)

### Indywidualne
- MVP mistrzostw Słowacji (2021)
- Lider ligi chorwackiej w asystach (2019)

### Reprezentacja
Seniorów
- Uczestnik kwalifikacji do mistrzostw świata (2017 – 10. miejsce)

Młodzieżowe
- Brązowy medalista mistrzostw Europy U–18 dywizji B (2016)
- Uczestnik mistrzostw Europy dywizji B:
  - U–20 (2017 – 16. miejsce)
  - U–18 dywizji B (2015 – 17. miejsce, 2016)
  - U–16 (2013 – 17. miejsce)
- Zaliczony do I składu mistrzostw Europy U–18 dywizji B (2016)